# Pleurospermum uralense
A Pleurospermum uralense, vagy Pleurospermum camtschaticum (baskírul: Урал ҡырлы ҡурайы, Ural kirli kuraji; oroszul: Реброплодник уральский, rebroplodnyik uralszkij; kínaiul: 棱子芹 long ce csin (Léng zi qín)) Oroszország délkeleti részén, Mongóliában, Kína egyes tartományaiban és Japánban honos lágyszárú, egynyári növény. Egy-két méter magasra nő, erdei patakok partján, illetve hegyi vízmosásos szakadékokban. Június-július környékén virágzik. A növény virága, baskírul kuraj, Baskíria egyik szimbóluma, a zászlón és a címeren is szerepel. Ebből a növényből készítik a baskír és tatár fúvós hangszert, a kurajt.